# Wymeer
Wymeer est un quartier de la commune allemande de Bunde, dans l'arrondissement de Leer, Land de Basse-Saxe.

## Géographie
Wymeer se situe dans le Rheiderland, à la frontière entre l'Allemagne et les Pays-Bas.

## Histoire
Wymeer est fondée au Moyen Âge, la première mention sous le nom de Wymaria date de 1319. La fondation est probablement liée à la commanderie de Dünebroek de l'ordre de Saint-Jean de Jérusalem, qui est dissoute après la Réforme. Il y a encore un quartier appelé Kloster Dünebroek, mais il y a simplement une ferme aujourd'hui.
À la fin du Moyen Âge, le village doit être déplacé plusieurs fois en raison des inondations du Dollard. En tant que lieu proche de la frontière de la Frise orientale avec Münster et des Pays-Bas, Wymeer souffre de nombreuses guerres et querelles. Au XIXe siècle, de nombreux habitants quittent leurs maisons pour l'Amérique.
Après la Seconde Guerre mondiale, les Pays-Bas font des revendications territoriales à l'Allemagne, qui sont très peu prises en compte par les Alliés. Cependant, les habitants de Wymeer reçoivent en 1963 une bande d'environ 100 mètres de large à la frontière, que les agriculteurs de Wymeer n'étaient autorisés à entrer qu'avec un laissez-passer spécial.
En 1973, Wymeer rejoint la Samtgemeinde de Bunde, bien qu'il y ait traditionnellement des liens traditionnels avec Weener. Enfin, toute la Samtgemeinde est convertie en Einheitsgemeinde le 1er novembre 2001. Depuis lors, Wymeer est un quartier de Bunde.
Depuis 1983, la tourbière de Wymeer de 52 hectares est classée réserve naturelle.

## Source, notes et références
- (de) Cet article est partiellement ou en totalité issu de l’article de Wikipédia en allemand intitulé « Wymeer » (voir la liste des auteurs).